# 萨伦托 (萨莱诺省)
萨伦托（義大利語：Salento），是意大利萨莱诺省的一个市镇。总面积23平方公里，人口2032人，人口密度88.3人/平方公里（2009年）。ISTAT代码为065115。